# さんふらわあ きりしま
さんふらわあ きりしまは、商船三井さんふらわあが運航するフェリー。本項目では、2018年9月15日就航の2代目を取り扱う。

## 概要
さんふらわあ きりしま (初代)の代船としてジャパン マリンユナイテッド横浜事業所磯子工場で建造され、2018年9月15日に就航した。。なお、当初は2018年6月就航予定とされていたがその後夏季の就航予定に順延された。
2015年11月16日に大阪－志布志航路の使用船舶2隻の代替と新造船の概要が発表された。その後、2017年1月31日、船名は先代の「さんふらわあ さつま」「さんふらわあ きりしま」をそれぞれ継承することが発表された。薩摩と霧島は南九州を代表する地域名で、南九州への「カジュアルクルーズ」を容易にイメージしやすいこと、前船が約24年間に渡って活躍しており、その名が親しまれていることなどが理由とされた。

## 設計
先に建造された1番船の3代目さんふらわあ さつまの同型船である。

## 船内
船内デザインはクルーズ客船のにっぽん丸の改装などを手掛けた渡辺友之によるもので、カジュアルクルーズ船として「船旅」を楽しむことを主眼に、船室の個室化と設備の充実化、パブリックスペースの拡大が図られた。
デザインコンセプトの主軸として、明治維新世代の13歳の女子「さくら」が設定されている。

### 船室
前船と比較して個室が2割増（94室）となり、新たに専用バルコニーを有するスウィートが設けられたほか、全室にシャワー、洗面台、トイレが完備された。寝台は階段式となり、TVが装備された。
バリアフリー対応客室、ペット対応客室も拡充された。
なお発表当初、「スーペリア」は「スタンダード」、「プライベートキャビン」は「プレミアムツーリストベッド」、「プライベートベッド」は「ツーリストシングル」と呼称されていた。

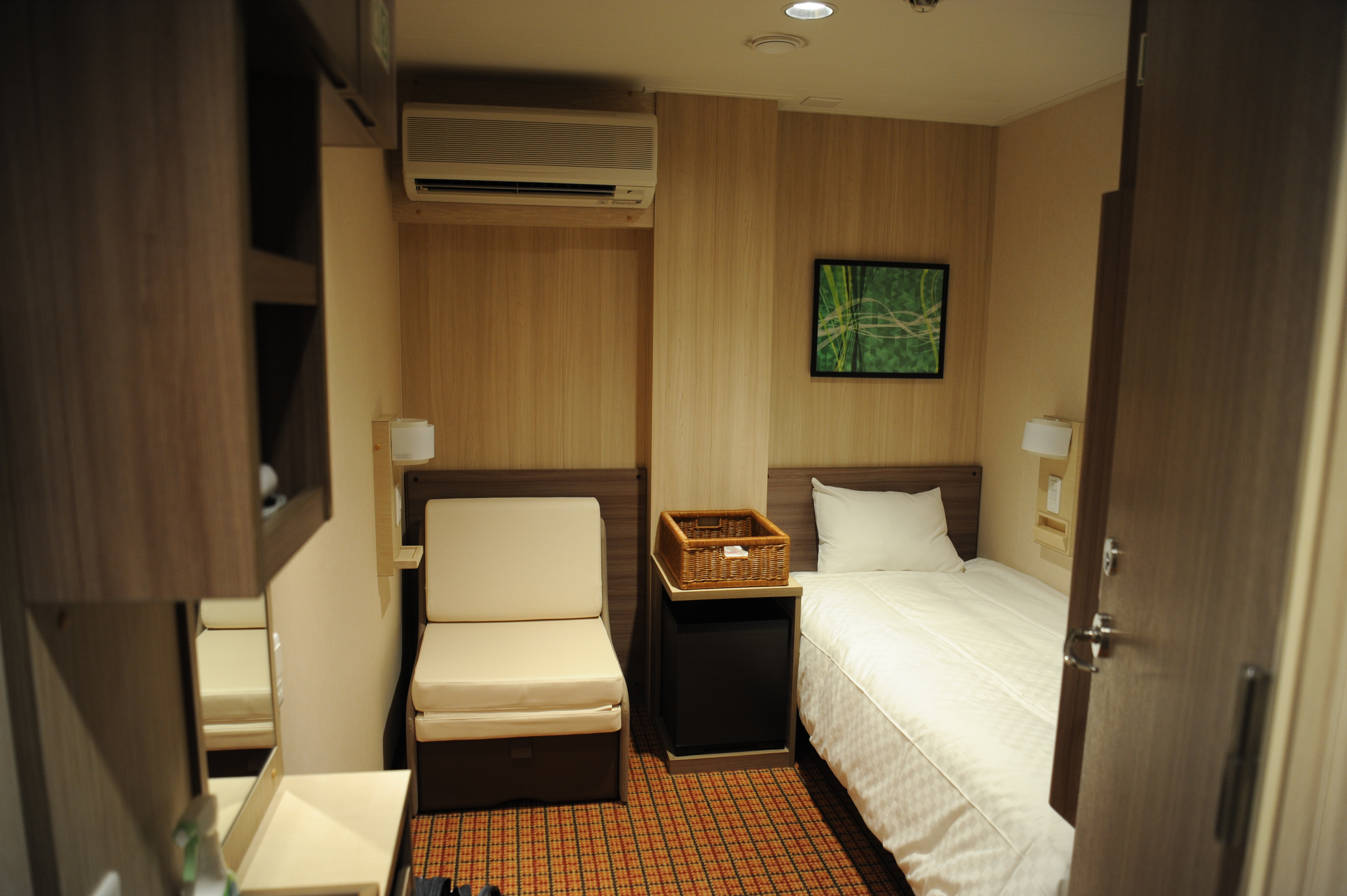
スーペリア客室

| クラス                                    | 部屋数                                            | 最大定員 | 設備                                                                                         |
| ----------------------------------------- | ------------------------------------------------- | -------- | -------------------------------------------------------------------------------------------- |
| スイート                                  | 2-3名×10室                                        | 30名     | 専用バルコニー、バス、トイレ、洗面台、テレビ、冷蔵庫、電気ポット、空気清浄機、スリッパ       |
| スイート（バリアフリー）                  | 2-4名×2室                                         | 8名      | 窓（バルコニーなし）、バス、トイレ、洗面台、テレビ、冷蔵庫、電気ポット、空気清浄機、スリッパ |
| デラックス                                | （洋室）2-5名×38室 （和室）2-5名×2室              | 200名    | 窓、シャワー、トイレ、洗面台、テレビ、冷蔵庫、電気ポット、空気清浄機、スリッパ               |
| デラックスウィズペット                    | 2-4名×10室                                        | 40名     | 窓、シャワー、トイレ、洗面台、テレビ、冷蔵庫、電気ポット、空気清浄機、スリッパ               |
| スーペリア                                | 1-2名×32室                                        | 64名     | シャワー、トイレ、洗面台、テレビ、冷蔵庫、電気ポット、スリッパ                               |
| プライベートシングル                      | 7名×1室、9名×1室                                  | 16名     | テレビ、コンセント、スリッパ                                                                 |
| プライベートベッド                        | 16名×11室 （グループ）4名×4室                     | 192名    | 読書灯、コンセント、テレビ、洗面台（グループのみ）、スリッパ（グループのみ）                 |
| ツーリスト                                | 14名×2室、18名・15名×1室 （バリアフリー）14名×2室 | 100名    | 読書灯、コンセント、共用テレビ                                                               |
| スタンダードシングル （ドライバールーム） | 1名×75室                                          | 75名     | 洗面台、コンセント、テレビ、スリッパ                                                         |

- スーペリア客室

### 設備
パブリックスペースが前船の2.5倍に拡張され、レストランも面積は1.5倍、席数2割増（206席）となった。大浴場は1.7倍に拡張され、24時間利用可能なシャワールームが設けられる。また、トラックドライバー専用の大浴場が別に設けられる。
パブリックスペース
- エントランス - 3フロア吹き抜け
- レセプション
- ドッグラン
- プロムナード - 客船「にっぽん丸」同様に大きな丸窓を配置する[7]。
- ペットルーム
- キッズルーム
- ゲームコーナー
- 喫煙コーナー
- ベビールーム

供食物販設備
- レストラン - 船首側に「仙厳園の満開の桜から」、船尾側に「仙厳園の書院から」の壁画をあしらう[7]。
- 売店
- 自動販売機

入浴設備
- 大浴場
- シャワールーム - 24時間利用可能